# Фер-Шампенуаз

Карта исторической области Шампань во Франции с указанием современных департаментов и коммун

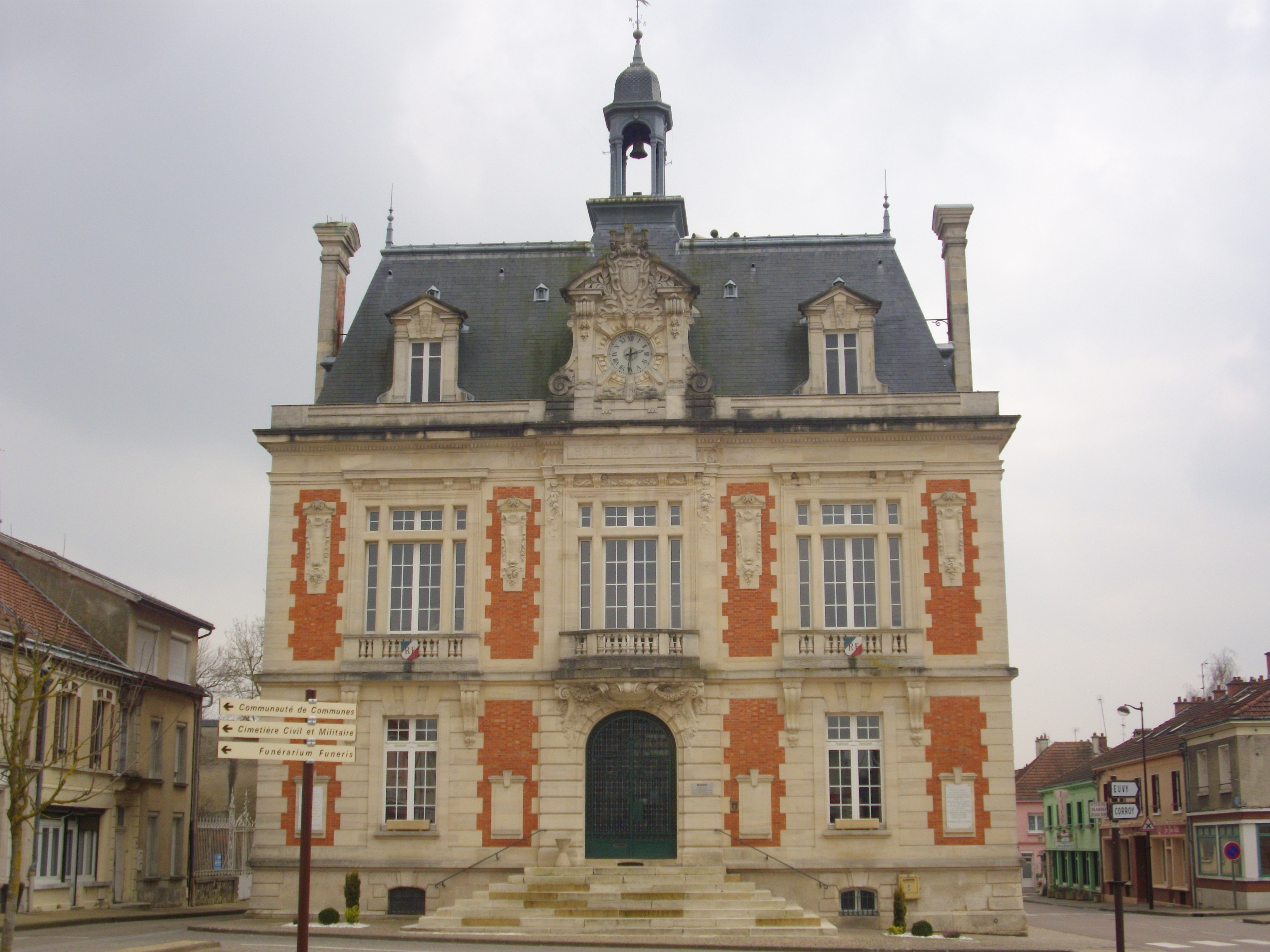
Мэрия

Фер-Шампенуа́з (фр. Fère-Champenoise) — коммуна в департаменте Марна в регионе Гранд-Эст на северо-востоке
Франции. Стала известна во время наполеоновских войн из-за сражения при Фер-Шампенуазе 1814 г. с участием русской армии, в память о котором названо село Фершампенуаз в России на Урале в Челябинской области. Вторая часть названия — Шампенуаз, буквально означающая на французском «Шампанский» — происходит от названия исторической области Шампань, где находится коммуна; в ходе административных реформ область вошла в регион Шампань - Арденны, который с 2016 г. вошёл в регион Гранд-Эст. В центре области Шампань находится департамент Марна.

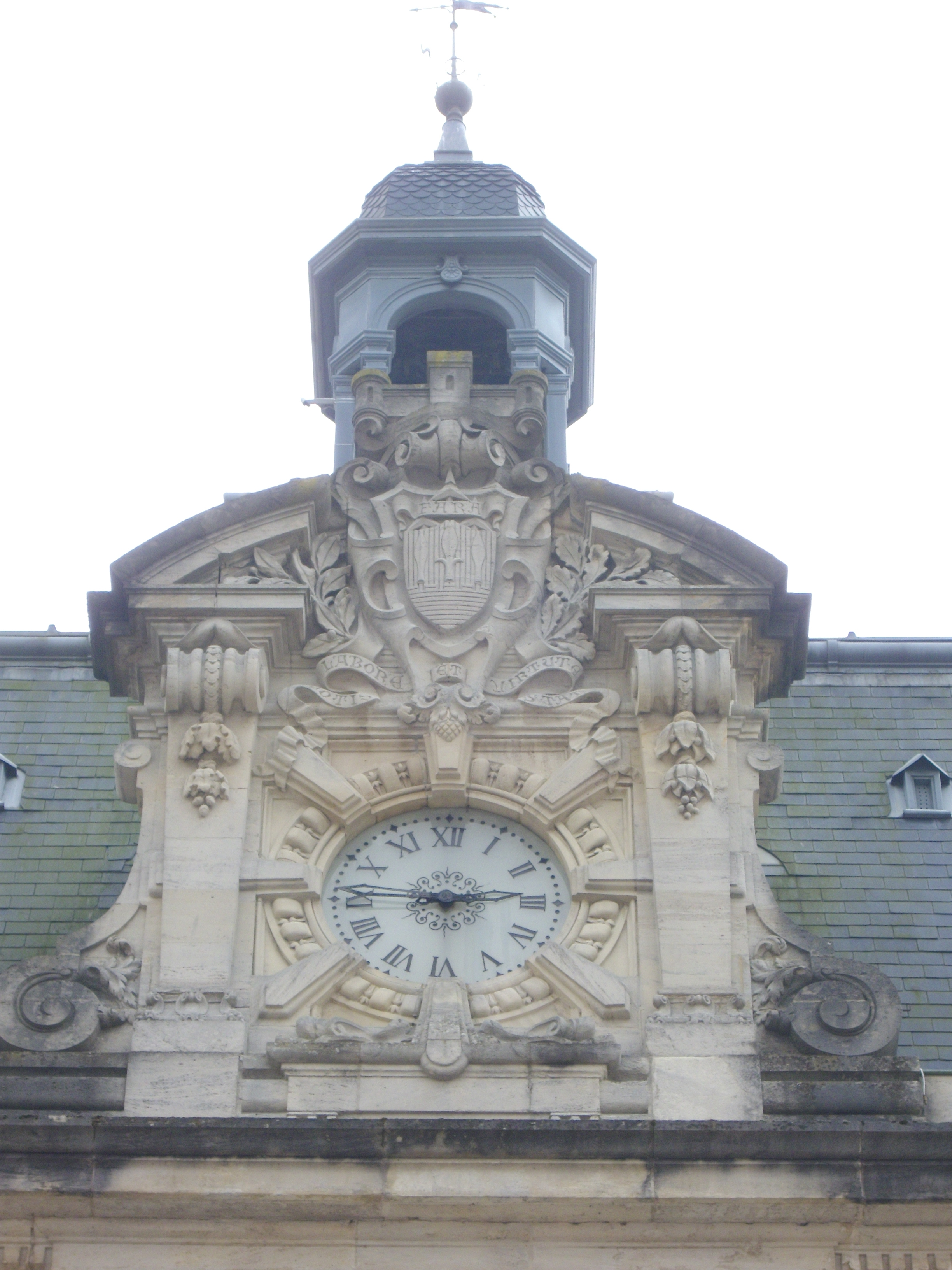
Часы и герб города на здании мэрии

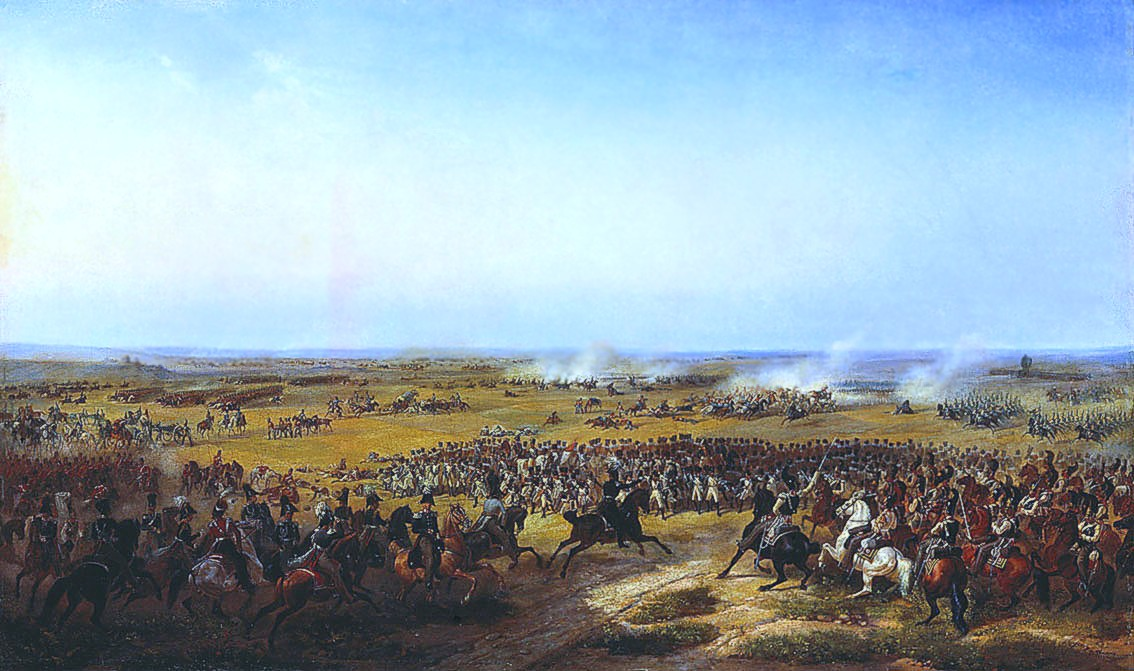
Сражение при Фер-Шампенуазе 1814 г. Картина Василия Федоровича Тимма

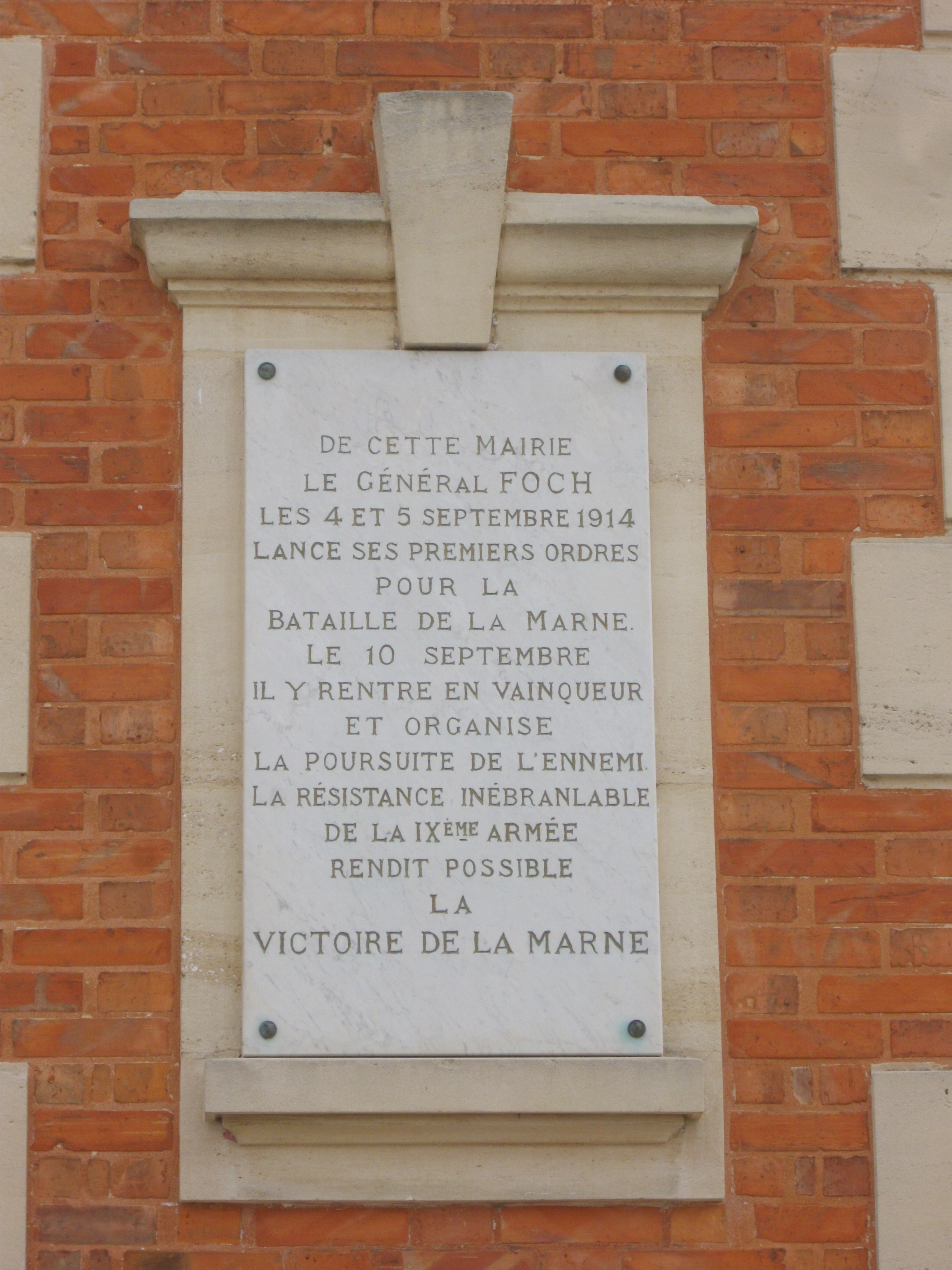
Мемориальная доска генералу Фошу за командование в битве на Марне в 1918 г. на здании мэрии города